# Émilie d'Oultremont
La bienheureuse Émilie d'Oultremont de Warfusée (et, de par son mariage, baronne d’Hooghvorst), en religion Mère Marie de Jésus, née le 11 octobre 1818 au château de Wégimont (Belgique) et décédée le 22 février 1878 à Florence (Italie) est une religieuse belge. Veuve et mère de quatre enfants, elle fonda une congrégation religieuse, la Société de Marie-Réparatrice. Elle a été proclamée bienheureuse par le pape Jean-Paul II en 1997. Elle est commémorée le 22 février selon le Martyrologe romain.

## Biographie

### Jeunesse
Émilie-Olympe naît au château de Wégimont le 11 octobre 1818, troisième des quatre enfants qu’auront Émile-Charles d'Oultremont et Marie-Charlotte de Lierneux de Presles († 1850). Appartenant à une famille de haute noblesse belge, Emilie reçoit, au château de Wégimont et ensuite au château de Warfusée, une éducation familiale faite de grandeur aristocratique et de foi catholique traditionnelle, stricte mais profonde et active. Dès son adolescence elle demande et obtient la permission de recevoir la communion plus souvent qu’il n’en était coutume, un privilège rarement accordé.
À 12 ans, peut-être influencée par son père alors fort occupé à aider les jésuites à ouvrir leur collège de Namur, elle lit un abrégé de la vie de saint Ignace de Loyola. Cette première lecture spirituelle la marque profondément. Trois ans plus tard (1833) elle fait un premier voyage à Rome en compagnie de ses parents. Toute sa vie Émilie gardera un grand attachement à la ville éternelle.

### Mariage, famille et vie à Rome

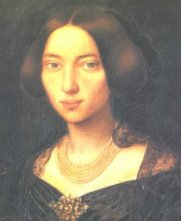
Émilie d'Oultremont.

Malgré une propension religieuse nettement marquée Émilie se soumet aux conventions sociales de l’époque et accepte le mariage arrangé avec Victor van der Linden, baron d'Hooghvorst, fils du général Emmanuel van der Linden d'Hooghvorst, d’une famille louvaniste très connue. Le mariage est célébré à Liège le 19 octobre 1837. Elle en aura quatre enfants : Adrien (né en 1838), Edmond (en 1841), Olympe (en 1843) et Marguerite (en 1845).
Son père étant nommé ministre plénipotentiaire de Belgique auprès du Saint-Siège, Émilie vit cinq ans à Rome, de 1839 à 1844, son mari Victor d'Hooghvorst, faisant partie de la légation belge. Tous les ans la famille entière revient pour l’été au château de Warfusée en Belgique.
Les obligations sociales de la vie diplomatique - bals, théâtres et vie mondaine - ne l’empêche pas de développer une vie spirituelle intense, se plaçant sous la direction spirituelle de jésuites de l’église du Gesù qu’elle fréquente assidûment. Elle aime y prier à l’autel de saint Ignace de Loyola, dont l’attraction spirituelle ne l’a pas quittée. Sa dévotion eucharistique augmente ; elle obtient la permission de communier six fois par semaine.

### Retour en Belgique
De retour en Belgique elle continue à habiter au château de Warfusée avec mari et enfants, comme le souhaite le comte Émile, son père. Toujours à la recherche de progrès spirituel elle se confie au père Frédéric Bossaert (1803-1867), recteur du nouveau collège jésuite de Liège, qui sera son directeur spirituel durant 12 ans.
Victor d’Hooghvorst, son mari, meurt le 10 août 1847 de fièvres malignes contractées lors d’une partie de chasse dans les marais pontins (près de Rome) quelques mois auparavant. À l’âge de 29 ans Émilie se retrouve veuve, avec quatre enfants. De nouveau en Italie au début 1848 elle s’y trouve en pleine effervescence révolutionnaire. Au Gesù elle reçoit la communion des mains de Jean-Philippe Roothaan, la veille du départ en exil du général des jésuites.
Émilie perd sa mère en 1850 et son père en 1851. Quinze jours après le décès de ce dernier elle quitte le château de Warfusée, devenu propriété de son frère Théodore. Avec ses enfants elle prend résidence à Liège. Spirituellement et religieusement elle est également plus libre. Son nouveau directeur spirituel le père Georges Petit (1820-1864), jésuite français du collège de Brugelette, l’aide à découvrir en elle un désir profond de se joindre spirituellement à l’aspect "réparateur" de la rédemption du monde par le Christ.

### Fondation de la Société de Marie-Réparatrice
Le 8 décembre 1854, à Rome, le pape Pie IX proclame solennellement le dogme de l’Immaculée Conception. Le même jour, assistant à la messe, à Paris, Émilie se sent remplie d’un grand bonheur et d’une grâce infinie : « Ces seules paroles : ‘Ma mère est immaculée’, contenaient pour moi tout un monde de bonheur que ni ma parole ni ma plume ne toucheront jamais ». Un pas est franchi : elle entrera en religion. Seules la retiennent l’attention et l’amour qu’elle doit à ses enfants.
Les jésuites français (dont Georges Petit, son directeur spirituel) quittent Brugelette en 1854. Craignant de fortes pressions familiales s’opposant à sa vocation (avec le soutien de l’évêque de Liège, Mgr Théodore de Montpellier) Émilie s’installe à Paris. Ses deux fils sont placés dans des collèges jésuites français.
Le 21 novembre 1855, de manière encore informelle elle crée autour d’elle, dans son appartement, une communauté religieuse. Le nom de la congrégation est choisi. Elle s’appellera Société de Marie-Réparatrice. Comme lui fait comprendre le pape dans sa réponse à sa pétition, une approbation papale n’est possible que si une reconnaissance canonique épiscopale précède. L’occasion s’offre à Strasbourg où l’évêque, qui a bien connu son père, est favorable.
Une fondation est faite à la rue des Pierres (Strasbourg). Le 1er mai 1857, Émilie d’Oultremont, baronne d’Hooghvorst, prend l’habit religieux avec quelques compagnes : elle s’appelle désormais Mère Marie de Jésus. Ce même jour sa fille Olympe entre dans le petit groupe de religieuses et commence son noviciat. Cette reconnaissance canonique est la date de fondation de la Société de Marie-Réparatrice. En juillet 1857 une seconde fondation est faite, à Paris.

### Développements
Émilie est partagée entre Strasbourg (sa fondation) et Paris, où elle s’occupe encore activement de ses enfants. Un contact avec le père Saint-Cyr, missionnaire revenu de l’Inde, la décide, non sans hésitation, à envoyer un groupe de 7 sœurs à Trichy (Inde du Sud) pour y seconder les jésuites de la mission du Maduré.
Un voyage pour affaires familiales en Belgique en 1860 consacre sa rupture avec la famille d’Hooghvorst qui l’accuse de gaspiller le patrimoine familial en fondations religieuses. Son frère Charles d'Oultremont lui donne un soutien indéfectible : c’est lui qui est chargé de gérer la fortune personnelle d’Emilie.
La Société de Marie-Réparatrice se développe. Des fondations sont faites à Toulouse (novembre 1860), où Émilie, avec 7 compagnes, fait les Exercices Spirituels sous la direction du Père Paul Ginhac. De Toulouse elle fait un pèlerinage au sanctuaire de Loyola. Elle y expérience une relation quasi mystique avec saint Ignace En janvier 1863 : fondations à Tournai (Belgique) et à Londres.
En février 1866, fondation dans sa ville de Liège qu’elle n’a pas oubliée. Peu après, en novembre de la même année une fondation, avec orphelinat, à Port-Louis dans l’île Maurice. Celle-ci se transforme presque immédiatement en hôpital, l’île étant frappée par une épidémie. En 1870 les religieuses de Marie-Réparatrice sont à Wexford (Irlande).

### Difficultés spirituelles
En 1869, nouveau voyage à Rome pour y préparer les constitutions de la nouvelle congrégation. À chaque voyage elle passe quelques jours chez son fils Adrien qui, marié à une italienne s’est installé à Florence.
Durant ces années, à partir de 1867, la Mère Marie-de-Jésus traverse de grandes épreuves personnelles et spirituelles. Sa fille cadette, Marguerite, entrée dans la congrégation en 1860, meurt le 23 janvier 1867. Son autre fille, Olympe, également religieuse, est gravement malade. Dans sa correspondance elle ouvre son cœur de mère à son directeur spirituel, le Père Paul Ginhac, qui lui répond avec grande sévérité. En substance : ’elle est trop attachée à ses enfants, manquant de soumission à la volonté de Dieu’. Cette incompréhension ajoute à son désarroi spirituel. Par fidélité à son vœu d'obéissance, elle continue à se confier et se confesser au Père Ginhac, mais la relation devient purement formelle. Cela ne fait qu’ajouter à son épreuve.
Décès de son autre fille, Olympe (sœur Marie de Saint-Victor), le 14 décembre 1872. C’est auprès du directeur spirituel de cette dernière, le père Pierre Olivaint, qu’elle trouve quelque soutien. Mais l’épreuve spirituelle reste grande. Obscurité de l'âme et absence sentie de celui qu’elle aime, Jésus-Christ, auquel elle a donné sa vie. Dans ces difficultés sa fidélité aux devoirs de la vie religieuse reste entière, si pas plus grande. Elle est elle-même le soutien de beaucoup, en particulier des nombreuses jeunes filles entrées dans la Congrégation de Marie-Réparatrice.
La  Mère Marie de Jésus se trouve mal lors d’un nouveau voyage à Rome (1878) dans le but de poursuivre le travail des constitutions. Elle prolonge son séjour auprès de son fils Adrien à Florence. C’est chez lui qu’elle rend son âme à Dieu le 22 février 1878.

## Béatification
Reconnaissant son héroïcité des vertus, le pape Jean-Paul II lui attribue le titre de vénérable le 23 décembre de 1993 : le même pontife préside à sa béatification solennelle sur la place Saint-Pierre de Rome (12 octobre 1997). Liturgiquement, la bienheureuse Émilie est commémorée le 22 février.

## Œuvre
- Perspectives historiques, (édité par Jacqueline Desormieaux), Rome, 1974. (Une série de trois carnets autobiographiques de Mère Marie de Jésus, suivis de quelques autres documents)
- Mère Marie de Jésus: Lettres et relations spirituelles au P. Pierre Semenenko (1873-1878), Rome, 2003.
- Mère Marie de Jésus: Parce que j'aime. Journaux de retraite et textes spirituels, Rome, 2007.